# イオン移動度
イオン移動度（イオンいどうど）とは、電場をかけることによりイオンが移動するときの移動のしやすさを示す値である。

## 定義
今、電場のかかった気体中をイオンが移動することを考える。イオンは電場で加速されるが、気体分子との衝突によってエネルギーを失い、エネルギーの収支が釣り合ったところである平均の流動速度に落ち着く。このとき、電場をE 、イオンの平均の移動速度をv とすると、イオン移動度{\displaystyle \mu }は、次式で定義される。
{\displaystyle {\boldsymbol {\mathit {v}}}=\mu {\boldsymbol {\mathit {E}}}}
　移動度は決して比例定数ではない。物理的には移動度はイオンと気体分子の散乱断面積に依存し、最終的にはイオン分子間相互作用ポテンシャルで決定される。移動度はイオンと気体の組み合わせ、気体温度、圧力、電場強度に依存する物理量である。イオン移動度を測定することで、イオン分子反応の断面積、反応速度定数などが得られる。